# Stadio Ennio Tardini
Stadio Ennio Tardini is een voetbalstadion in Parma (Italië). Het stadion, dat de thuisbasis is van Parma Calcio 1913, is gebouwd in 1923 en vernoemd naar een van de vorige voorzitters van Parma, Ennio Tardini, die ook de bouw van het stadion voor zijn rekening nam. Het heeft een capaciteit van 27.906 plaatsen.
Het stadion onderging een groot aantal belangrijke wijzigingen vanaf de jaren tachtig tot de jaren negentig. In 1990 promoveerde Parma Associazione Calcio SpA voor de eerste keer naar de top van de Italiaanse profcompetitie, de Serie A. Het stadion telde tot dan toe een capaciteit van 13.500 toeschouwers. Na de promotie was de club echter wettelijk gedwongen om uit te breiden naar een capaciteit van minimaal 30.000. Aanvankelijk werd gedacht aan de bouw van een nieuw stadion, even buiten Parma, in Baganzola. Dat idee werd echter losgelaten, waarna op 29 mei 1991 werd besloten om het "oude" stadion te renoveren.

## Interlands
Het Italiaans voetbalelftal speelde acht interlands in Stadio Ennio Tardini.
| 1  | 27 mei 1994      | Italië – Finland        | 2 – 0 | Oefeninterland              |
| 2  | 22 april 1998    | Italië – Paraguay       | 3 – 1 | Oefeninterland              |
| 3  | 6 oktober 2001   | Italië – Hongarije      | 1 – 0 | Kwalificatie WK 2002        |
| 4  | 13 oktober 2004  | Italië – Wit-Rusland    | 4 – 3 | Kwalificatie WK 2006        |
| 5  | 14 oktober 2009  | Italië – Cyprus         | 3 – 2 | Kwalificatie WK 2010        |
| 6  | 14 november 2012 | Italië – Frankrijk      | 1 – 2 | Oefeninterland              |
| 7  | 26 maart 2019    | Italië – Liechtenstein  | 6 – 0 | Kwalificatie EK 2020        |
| 8  | 3 september 2020 | Moldavië – Kosovo       | 1 – 1 | UEFA Nations League 2020/21 |
| 9  | 25 maart 2021    | Italië – Noord-Ierland  | 2 – 0 | Kwalificatie WK 2022        |
| 10 | 16 juni 2023     | San Marino – Kazachstan | 0 – 3 | Kwalificatie EK 2024        |